# Кущовик тропічний
Кущовик тропічний (Sericornis beccarii) — вид горобцеподібних птахів родини шиподзьобових (Acanthizidae). Мешкає в Австралії, в Папуа Новій Гвінеї та в Індонезії. Мешкає в тропічних гірських і рівнинних лісах. Отримав назву на честь Одоардо Беккарі, італійського ботаніка і мандрівника.

## Підвиди
Виділяють вісім підвидів:
- S. b. wondiwoi Mayr, 1937 (гори Вондівої (північний захід Нової Гвінеї));
- S. b. beccarii Salvadori, 1874 (архіпелаг Ару);
- S. b. weylandi Mayr, 1937 (захід Нової Гвінеї);
- S. b. idenburgi Rand, 1941 (гори Готь'є, долина річки Тарітату (північний захід Нової Гвінеї));
- S. b. cyclopum Hartert, 1930 (Гори Циклопів (північ Нової Гвінеї);
- S. b. randi Mayr, 1937 (південь Нової Гвінеї);
- S. b. minimus Gould, 1875 (північ півострова Кейп-Йорк);
- S. b. dubius Mayr, 1937 (схід і південний півострова Кейп-Йорк).